# Royaume d'Haïti
28 mars 1811 – 18 octobre 1820
(9 ans, 6 mois et 20 jours)
Entités précédentes :
- État d'Haïti

Entités suivantes :
- État unifié d’Haïti

Le royaume d'Haïti, aussi surnommé le royaume du Nord, est une monarchie constitutionnelle établie en 1811 par Henri Christophe, dans la partie nord du pays. 
Déjà installé comme dictateur dans le Nord depuis 1807, Christophe s'autoproclame roi sous le nom d’Henri Ier, en 1811, devenant le deuxième monarque d'Haïti (après Jean-Jacques Dessalines).
Sous son règne, il fait bâtir six châteaux et huit palais, parmi lesquels seulement trois existent toujours (la chapelle royale de Milot, le palais Sans Souci et la citadelle La Ferrière). Henri Ier crée aussi un système féodal comprenant une nouvelle noblesse pour son royaume : quatre princes, huit ducs, vingt-deux comtes, trente-sept barons et quatorze chevaliers,.
Après une attaque cérébrale et une insurrection populaire, Henri Ier se suicide le 8 octobre 1820. Son fils et héritier, Victor Henry, est tué le 18 octobre suivant par les révolutionnaires. Ils sont tous deux enterrés au palais Sans Souci. Après la mort de Christophe, le royaume d'Haïti est réunifié avec le sud pour former un nouveau régime, avec Jean-Pierre Boyer comme dirigeant.

## Contexte historique
De 1791 à 1804, la révolution haïtienne contre les colons français fait rage. Après l'échec de l'expédition française de 1803, le général Jean-Jacques Dessalines proclame l'indépendance d'Haïti.
Le 8 octobre 1804, Dessalines est couronné empereur au Cap-Haïtien sous le nom de Jacques Ier.
Mais très vite, certains de ses généraux organisent un complot contre l'empereur, qui est finalement tué par les hommes du général Alexandre Pétion, lors une embuscade, le 17 octobre 1806, au Pont-Rouge (à l'entrée de Port-au-Prince), trahi par l'un de ses chefs de bataillon.
Après l’assassinat de Dessalines, la partie occidentale de l'île, Haïti se scinde en deux sous l’autorité de ses anciens généraux : Henri Christophe, chef du gouvernement provisoire aux pouvoirs limités, tente de s’imposer comme empereur, mais se heurte aux réformistes comme Alexandre Pétion qui défend la capitale Port-au-Prince. Les partisans de Pétion révoquent l’ancienne constitution et proclament la République. Christophe regagne le Cap-Haïtien, au nord, où il s’instaure président à vie. Au sud, le sénat élit Pétion comme président de la République.
Christophe cherche à faire reconnaitre l'Indépendance d'Haïti et nomme en avril 1807 le journaliste Jean-Gabriel Peltier son chargé d'affaires auprès du roi d'Angleterre. En conflit avec la république sudiste de Pétion, il parvient, après plusieurs batailles, à sécuriser les frontières de son nouvel État. Ayant établi une certaine stabilité, Christophe instaure une monarchie constitutionnelle avec lui comme monarque. Il devient roi d'Haïti, le 28 mars 1811, sous le nom d'Henri Ier. Le 2 juin 1811, il est couronné par le grand-archevêque Jean-Baptiste-Joseph Brelle.

## Le règne d’HenriIer

### Des débuts difficiles

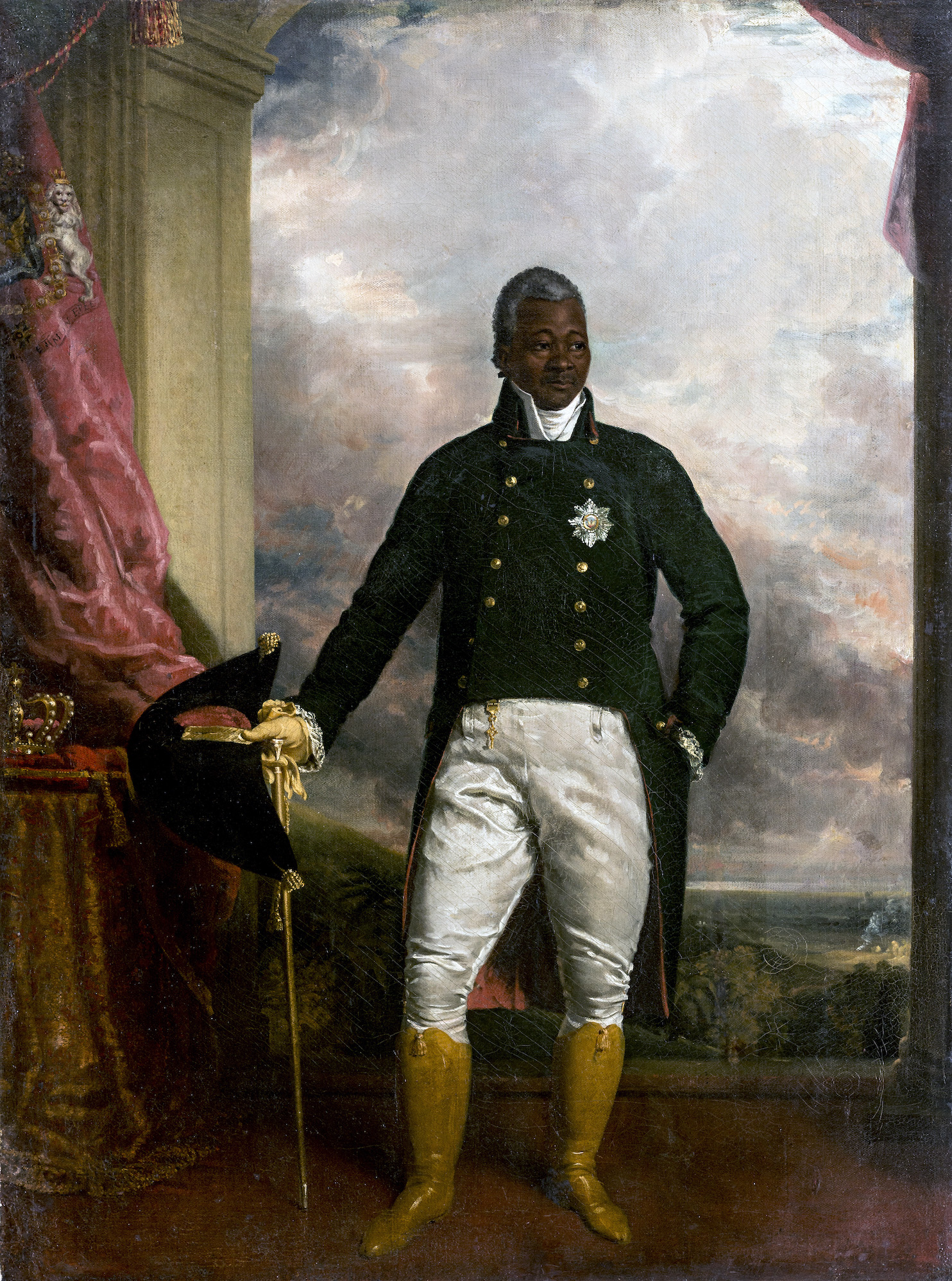
Henri Christophe, roi d'Haïti.

En 1811, le Nord devient alors une monarchie constitutionnelle et héréditaire. C'est là qu'il entre en guerre avec le Sud même si les combats n'iront pas au-delà des frontières.
Au début, Henri n'est pas un monarque populaire, il passe pour un militaire ambitieux qui s'est fait dictateur. De plus, il doit affronter en janvier 1812 une révolte de la part des groupes libéraux qui réclament l'établissement d'un parlement et d'une constitution plus juste.
Pour mettre fin à ses troubles, le roi établit le « Code Henri » qui est composé d'un ensemble de lois et qui favorise l'éducation. Le Code Henri établit ainsi une constitution dite royale qui apaise les opposants à la monarchie. De plus, le roi met en place un cabinet composé de différents ministres pour l'aider à administrer le royaume. La stabilité revient alors dans le Nord et Henri est reconnu roi par la population nordiste.

### Organisation du pouvoir

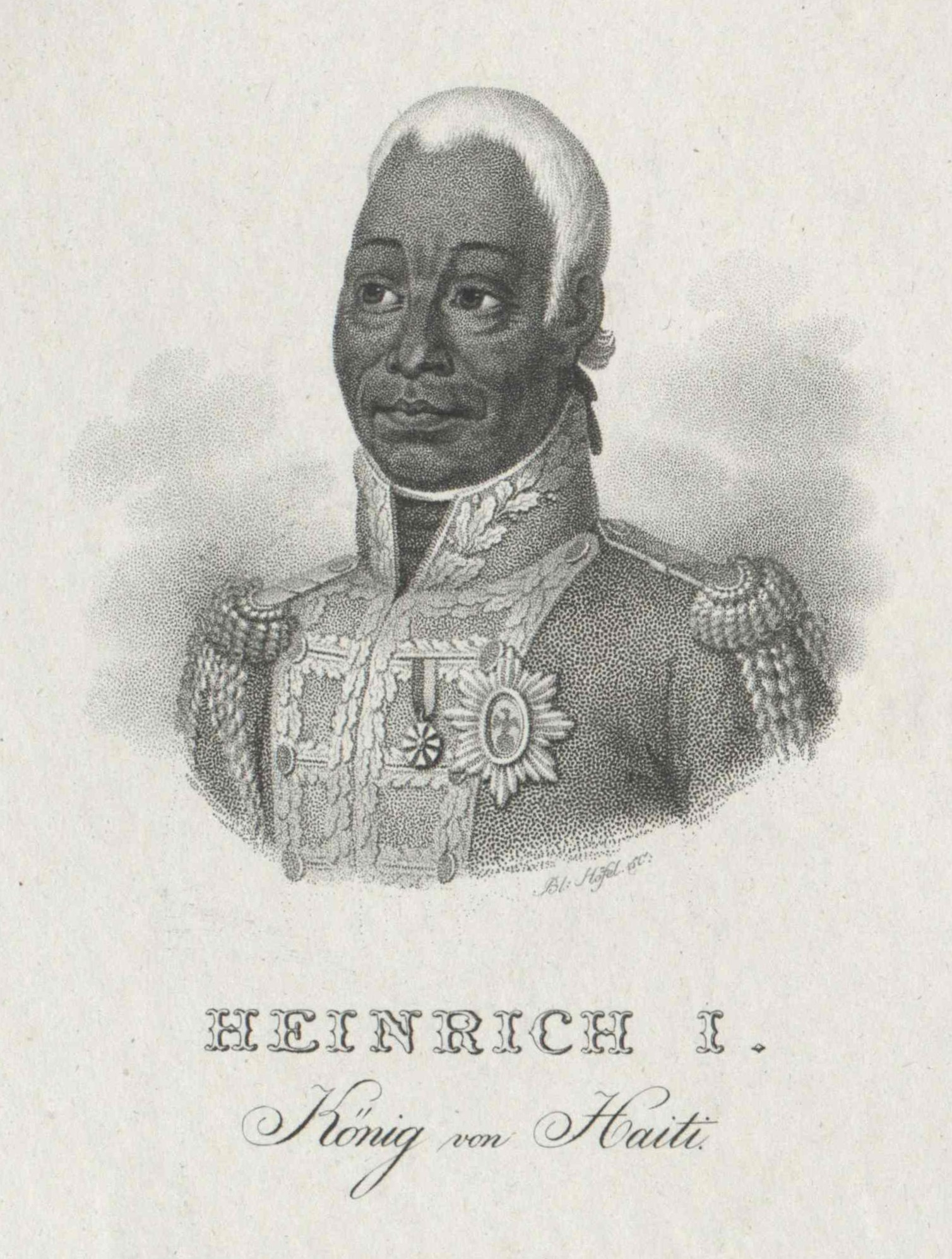
Henri I, lithographie de Blasius Höfel (Autriche), sans doute contemporaine.

Selon le « Code Henri », le roi possède l'essentiel du pouvoir. Il est cependant assisté d'un cabinet de ministres représenté par un chancelier nommé par le roi. Lorsqu'il devient roi, Henri désigne Joseph Rouanez comme chancelier, à qui il accorde également le titre de duc de Morin. Mais Rouanez meurt dès 1812, il est alors remplacé par Julien Prévost qui va exercer la fonction de chancelier jusqu'à la chute du régime. Le gouvernement est ainsi composé de six ministres dont le chancelier. Le pouvoir du roi reste cependant très supérieur à celui du chancelier, le monarque est ainsi le véritable chef du gouvernement, le chancelier n'étant que son conseiller personnel.

### Système nobiliaire
Par un édit daté du 5 avril 1811, le roi Henri proclame une classe nobiliaire dont les titres, les écus et les devises sont destinés à se transmettre de façon héréditaire. Ce système nobiliaire s'inspire en grande partie des institutions britanniques, mais il témoigne d'une certaine influence française, car à l'instar de la noblesse napoléonienne, par exemple, il ne comporte ni marquis ni vicomte. Les titres conférés correspondent pour la plupart à des majorats, en l'occurrence de vastes territoires de plantations, dont la noblesse est chargée d'assurer la supervision en personne ou par décret.

### Travaux

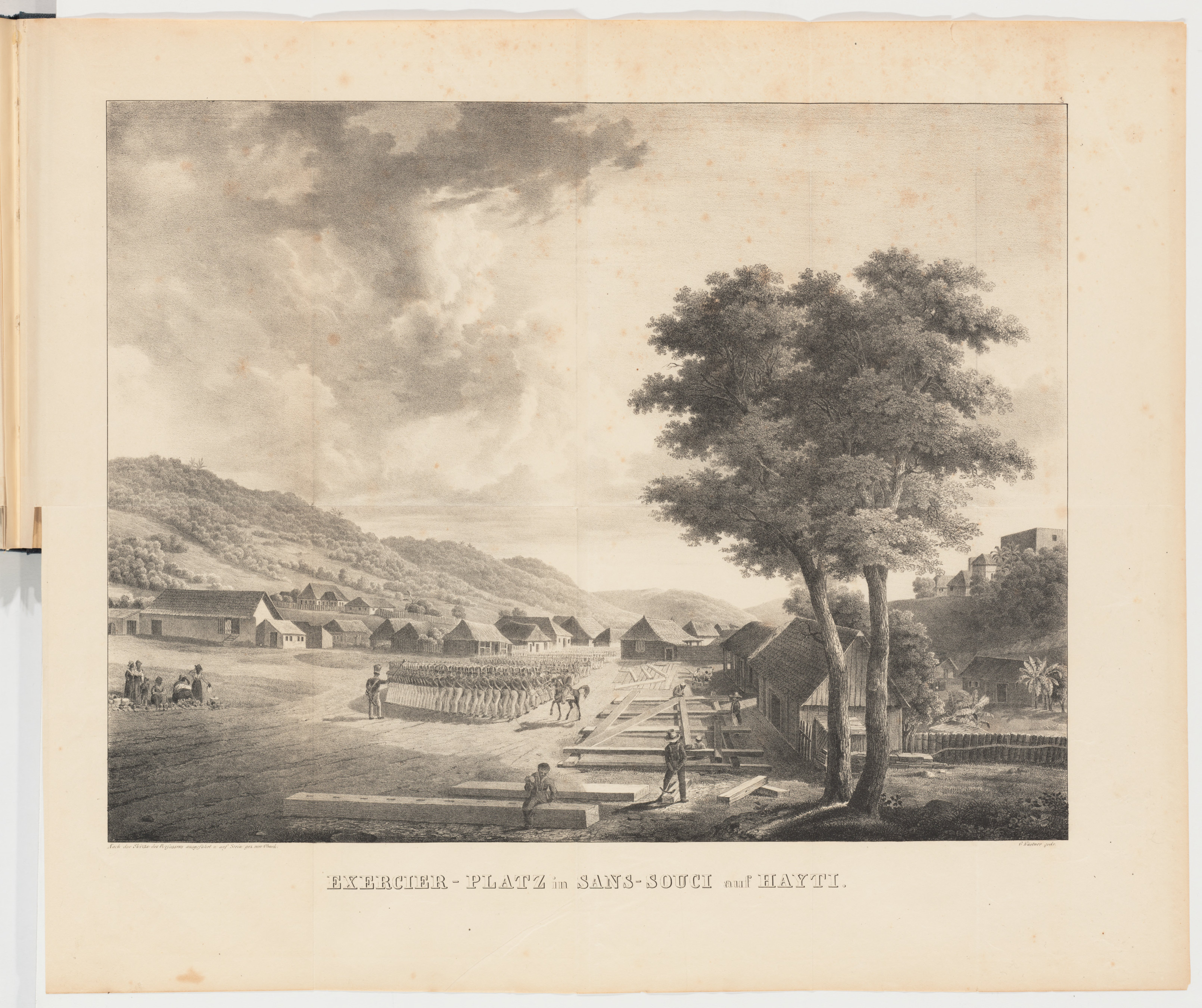
Défilé de la garde royale du Palais Sans Souci.

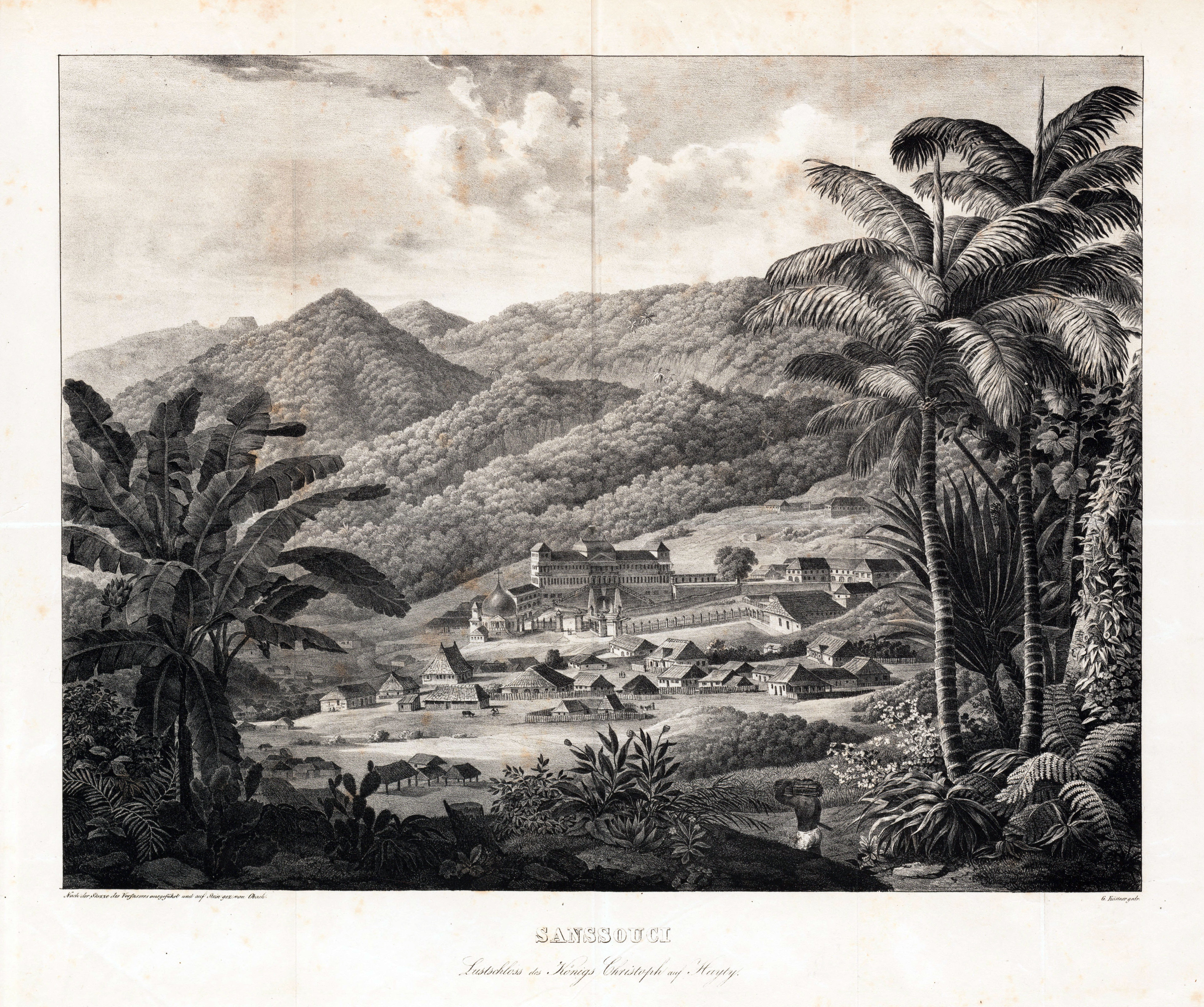
Vue du Palais Sans Souci.

Le roi se sert du « caporalisme agraire » qu'il promeut afin de développer l'économie de l'île. De ce fait, le Nord s'enrichit plus vite que le Sud. Il bâtit le palais Sans Souci, à Milot, et le palais de la Belle-Rivière, à Petite Rivière de l'Artibonite, et crée une noblesse distribuant titres, pensions et décorations.
Les travaux du palais Sans Souci s'achèvent en 1813. Outre le corps principal, sont également construits une chapelle avec une large coupôle, et de nombreuses annexes : caserne, hôpital, ministères, imprimerie, hôtel des monnaie, école, académie d'art, ferme, etc. Le roi Henri, son épouse la reine Marie-Louise et leurs enfants — dont Victor-Henry Christophe — habitent le palais, ainsi que leurs personnels et les différents conseillers et ministres, jusqu'au 18 octobre 1820, date de la fin de la monarchie nordiste.
Le roi possédait dix-neuf autres plantations et avait fait construire d'autres résidences, ainsi que des fortins, à travers son royaume, dont la citadelle La Ferrière, située à quelques kilomètres du palais, et armée de 200 canons. La situation géographique de cette résidence royale et de la citadelle s'expliquent sur le plan stratégique : ce dispositif est à la fois central et surélevé, dissimulé et parfaitement autonome, il permet au souverain de contrôler son territoire et de se prémunir contre ses ennemis intérieurs et extérieurs, dont les Français, qui ne cesseront de vouloir reprendre leur ancienne colonie comme en témoigne la tentative de débarquement de 1814-1815, commanditée par le roi Louis XVIII.

## Conflit avec la République du Sud
Dès la division d'Haïti en 1807, des tensions étaient apparues entre les Haïtiens nordistes et sudistes. Cela entraîna une véritable guerre civile. La tension avec les sudistes s'intensifie encore avec l'instauration du royaume du Nord. Alexandre Pétion, en tant que président de la république sudiste, déclare représenter la lutte contre la tyrannie qui serait ainsi représentée par le roi Henri. De 1807 jusqu'en 1820, aucune des deux armées ne parvient à franchir la frontière séparant les deux nations.
Quant au roi Henri, il dénigre Pétion en déclarant qu'il incarne la fausse démocratie qui masque la tyrannie, cette déclaration étant confirmée lorsque Pétion se proclamera président à vie du Sud avec droit de désigner son successeur.

## La fin du royaume

### Les raisons de la révolte
En 1818, après la mort de Pétion, c'est son aide-de-camp Jean-Pierre Boyer qui lui succède à la tête de l'État du Sud. Le roi Henri propose alors à Boyer de se rallier à lui en échange du titre de maréchal. Mais sans surprise celui-ci refuse. Il envoie même plusieurs espions dans différentes villes du Nord chargés de faire soulever la population. Dans un premier temps, cette tentative semble n'avoir aucun effet sur la population nordiste. Mais après une dernière bataille livrée à la frontière Nord-Sud, où le roi ordonne de faire fusiller tous les officiers sudistes prisonniers, les idées républicaines circulent de plus en plus dans le royaume. Boyer envoie alors plusieurs grands orateurs sudistes dans le Nord avec pour objectif de donner naissance à un mouvement révolutionnaire. De plus, en 1820, les récoltes sont mauvaises et les impôts augmentent, situation propice aux révolutions.

### Soulèvement et chute

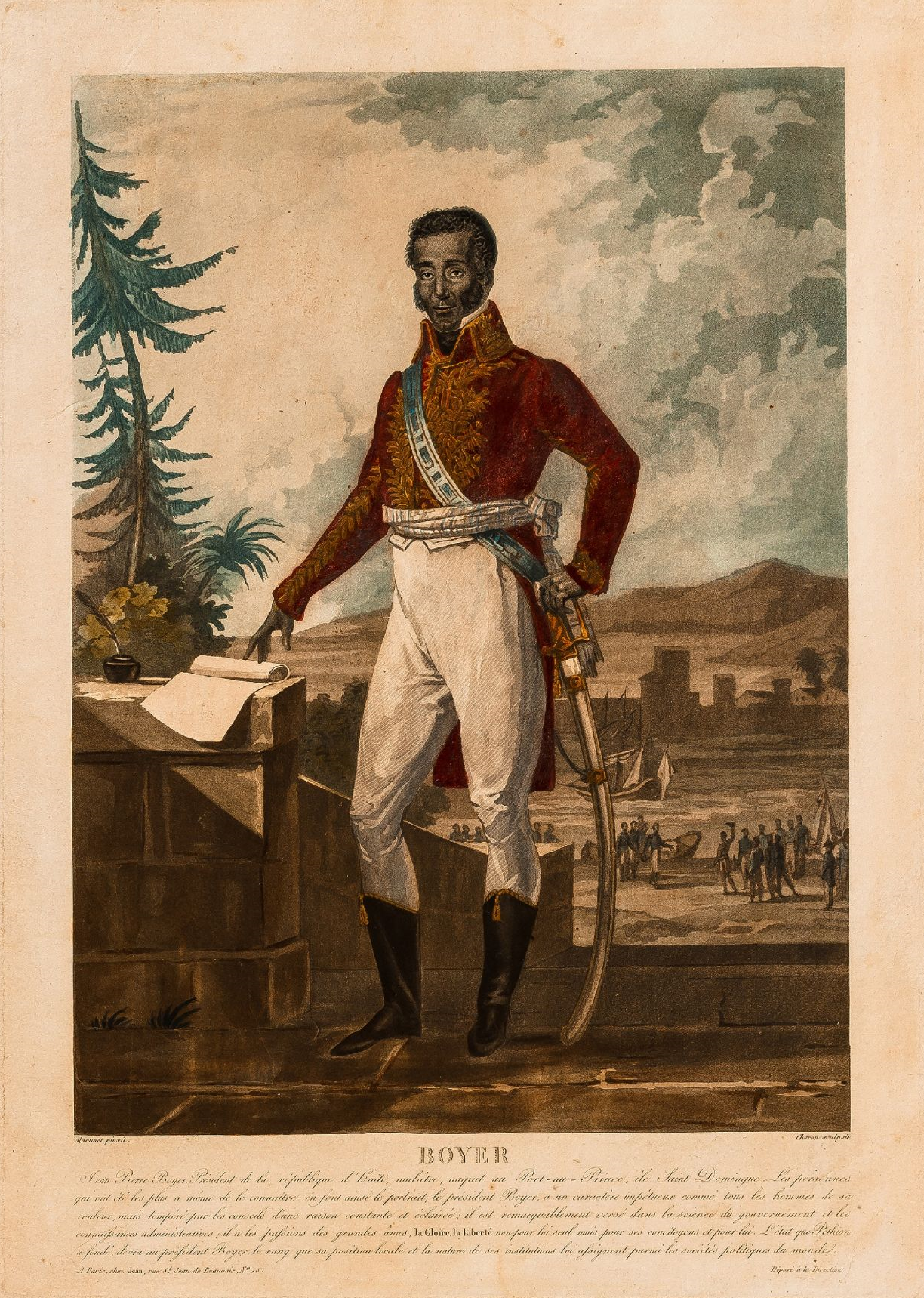
Jean-Pierre Boyer, réunificateur et dictateur d’Haïti.

Durant l'été 1820, différentes mutineries éclatent dans le Nord, le gouvernement met alors en place une violente répression. Quant au roi, il est frappé d’une crise d’apoplexie, en août 1820, ce qui le laisse partiellement paralysé et affaiblit considérablement sa santé et trouble sa pensée. En septembre 1820, une nouvelle insurrection qui éclate à Cap-Haïtien provoque une révolte presque générale dans le pays. La révolution se déclenche rapidement dans le Nord, la ville la plus riche du royaume, Cap-Haïtien, tombe sous le contrôle révolutionnaire. En octobre, les révolutionnaires marchent sur le palais Sans Souci à Milot. 
Souffrant des suites de sa crise d’apoplexie, le roi en reste partiellement paralysé. Le 7 octobre 1820, abandonné par sa garde, il se suicide, « d’une balle en argent » selon la légende, pendant une messe dans une église qu'il avait fait bâtir. Il est inhumé dans la citadelle La Ferrière. Après sa mort, son fils le prince héritier Victor-Henry et proclamé roi par ses partisans sous le nom d'Henri II. Mais Milot est prise par les insurgés et le nouveau roi est pendu le 18 octobre 1820. La reine Marie-Louise Coidavid et ses filles s'exilent en Italie. Boyer profite de la révolution pour envoyer son armée, présente à la frontière, dans le centre du royaume du Nord. Le 20 octobre, Boyer s'impose par les armes et proclame le rattachement du nord au sud le 26 octobre suivant. C'est la fin du royaume d'Haïti dans la partie nord-ouest de l'île et la réunification de la partie occidentale de l'île.